# Абдулатипов, Рамазан Гаджимурадович

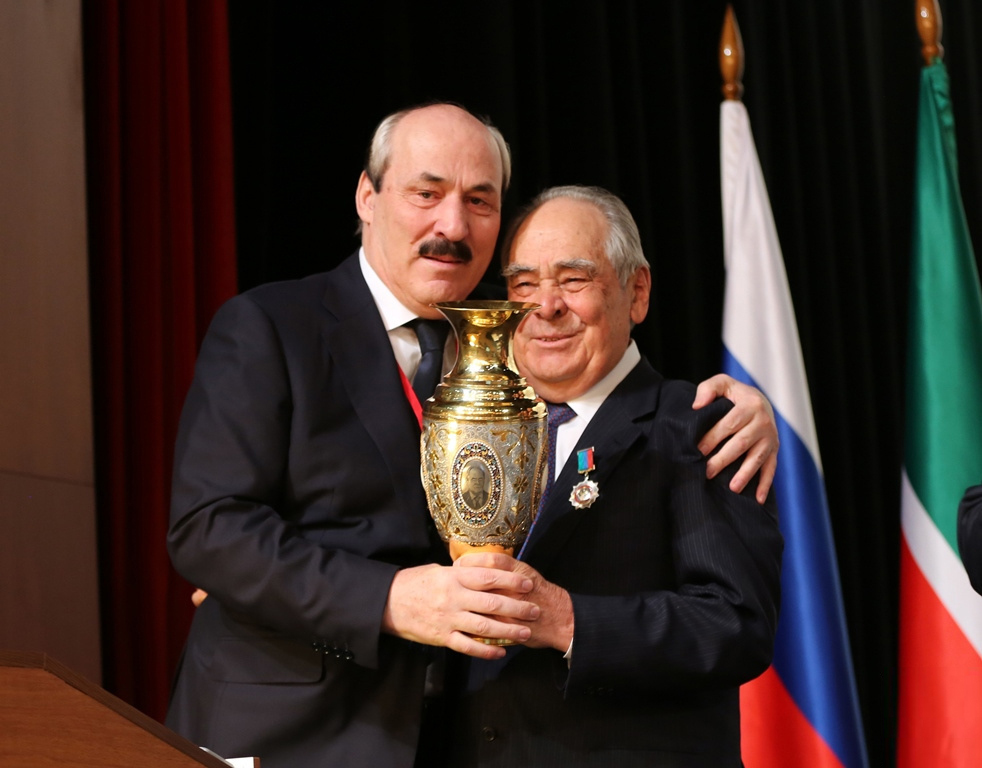
Встреча Абдулатипова и Шаймиева

Рамаза́н Гаджимура́дович Абдулати́пов (авар. Рамазан ХІажимурадил ГӀабдулатӏипов; род. 4 августа 1946, c. Гебгуда, Тляратинский район, Дагестанская АССР, РСФСР, СССР) — российский государственный и политический деятель, дипломат. Доктор философских наук, профессор, действительный член РАЕН, специалист в области культурологии, истории и национальных отношений. Постоянный представитель Российской Федерации при Организации исламского сотрудничества с 20 декабря 2018 по 17 июля 2023 года.
Депутат Государственной думы Федерального собрания Российской Федерации VI созыва от партии «Единая Россия» с 4 декабря 2011 по 28 января 2013. Президент Республики Дагестан с 8 сентября по 31 декабря 2013 (временно исполняющий обязанности Президента Республики Дагестан с 28 января по 8 сентября 2013). Глава Республики Дагестан с 1 января 2014 по 3 октября 2017. Специальный представитель Президента Российской Федерации по вопросам гуманитарного и экономического сотрудничества с государствами Каспийского региона с 19 октября 2017 по 20 декабря 2018.

## Биография
Родился 4 августа 1946 года в селе Гебгуда Тляратинского района. Он был четвёртым ребёнком в семье (всего в семье 9 детей) председателя колхоза. Отец, Гаджимурад Абдулатипов — участник Великой Отечественной войны. Воевал под Севастополем. 9 мая 2016 года Рамазан Абдулатипов с портретом отца участвовал в акции «Бессмертный полк». По национальности — аварец.
В 1963 году окончив семилетнюю школу, поступил в Буйнакское медицинское училище, которое окончил в 1966 году по специальности «фельдшер». Работал заведующим медпунктом селения Цюмилюх, затем заведовал фельдшерско-акушерским пунктом Тляратинской районной больницы. С 1966 по 1970 годы проходил службу в Советской Армии, Вооружённых Сил СССР, старшиной медицинской службы. После увольнения в запас работал кочегаром, позже возглавлял учебно-спортивный отдел Дагестанского областного совета спортивного общества «Урожай», заведующим медицинским пунктом Чирюртовского завода фосфорных солей в Кизилюрте.
В 1972 году вступил в КПСС (вышел 22 августа 1991 года). С 1974 по 1975 годы был секретарём Тляратинского райкома ВЛКСМ, затем заместителем заведующего отделом агитации и пропаганды Тляратинского райкома КПСС. Одновременно заочно получал высшее образование.
В 1975 году заочно окончил исторический факультет Дагестанского университета. Затем учился в аспирантуре на философском факультете ЛГУ имени А. А. Жданова. В 1978 году защитил кандидатскую диссертацию «Личность в системе национальных отношений развитого социалистического общества».
После защиты диссертации работал ассистентом-преподавателем и старшим преподавателем философского факультета ЛГУ.
В 1978—1987 годах работал в отделе агитации и пропаганды Мурманского обкома КПСС, преподавал научный коммунизм (доцент) в Мурманском высшем инженерном морском училище. Одновременно работал над докторской диссертацией «Национальные отношения развитого социалистического общества: духовно-нравственные проблемы функционирования и развития», которую защитил в 1985 году. Став доктором философских наук, Абдулатипов возглавил кафедру.
В 1987 году возглавил кафедру философии Дагестанского педагогического института.
В 1988 году Абдулатипов уехал в Москву, где стал консультантом Отдела национальных отношений ЦК КПСС. Позднее он возглавил сектор анализа и прогнозирования этого же отдела.

## Политическая карьера
В 1990 году был избран народным депутатом РСФСР по Буйнакскому национально-территориальному избирательному округу № 93 и вошёл в депутатскую группу «Суверенитет и равенство». 13 июня 1990 года был избран председателем Совета национальностей Верховного Совета РСФСР и занимал эту должность до разгона Верховного Совета России в 1993 году.
Был одним из руководителей российско-арабской межпарламентской ассоциации. В феврале 1991 года был одним из авторов «Политического заявления Верховному Совету и Съезду», известного как «заявление шести», в котором два заместителя председателя Верховного Совета и руководители палат выразили недоверие Председателю Верховного Совета Б. Н. Ельцину. Вскоре сменил позицию и сумел сохранить свою должность. Летом 1991 года принял участие в предвыборной кампании Вадима Бакатина на должность президента России в качестве кандидата в вице-президенты. 12 июня 1991 года Бакатин и Абдулатипов заняли 6-е, последнее место, собрав 2 719 757 голосов избирателей (3,42%). Во время событий 19-21 августа 1991 года выступил против ГКЧП. Осенью 1991 года вступил в Социалистическую партию трудящихся (СПТ), войдя как депутат в Федеральный совет организации. Позднее покинул партию. Вместе с Русланом Хасбулатовым участвовал осенью 1991 года в урегулировании конфликта между чеченцами и аварцами в Дагестане.
12 декабря 1991 года, являясь членом Верховного Совета РСФСР, проголосовал за ратификацию беловежского соглашения о прекращении существования СССР.
В сентябре 1993 года занял должность первого заместителя председателя Государственного Комитета Российской Федерации по делам федерации и национальностей. Во время внутриполитического конфликта 21 сентября — 4 октября 1993 года представлял Верховный Совет на переговорах между президентом и парламентом, начатых по инициативе Московской патриархии. Затем перешёл на сторону Ельцина.
В октябре 1993 года принял участие в учредительном съезде Партии российского единства и согласия (ПРЕС), войдя в её Федеральный совет. В декабре 1993 года избран в Совет Федерации Федерального Собрания Российской Федерации первого созыва от двумандатного Дагестанского округа № 5. В январе 1994 года выбран заместителем Председателя Совета Федерации и одновременно назначен первым заместителем министра Российской Федерации по делам национальностей и региональной политике.

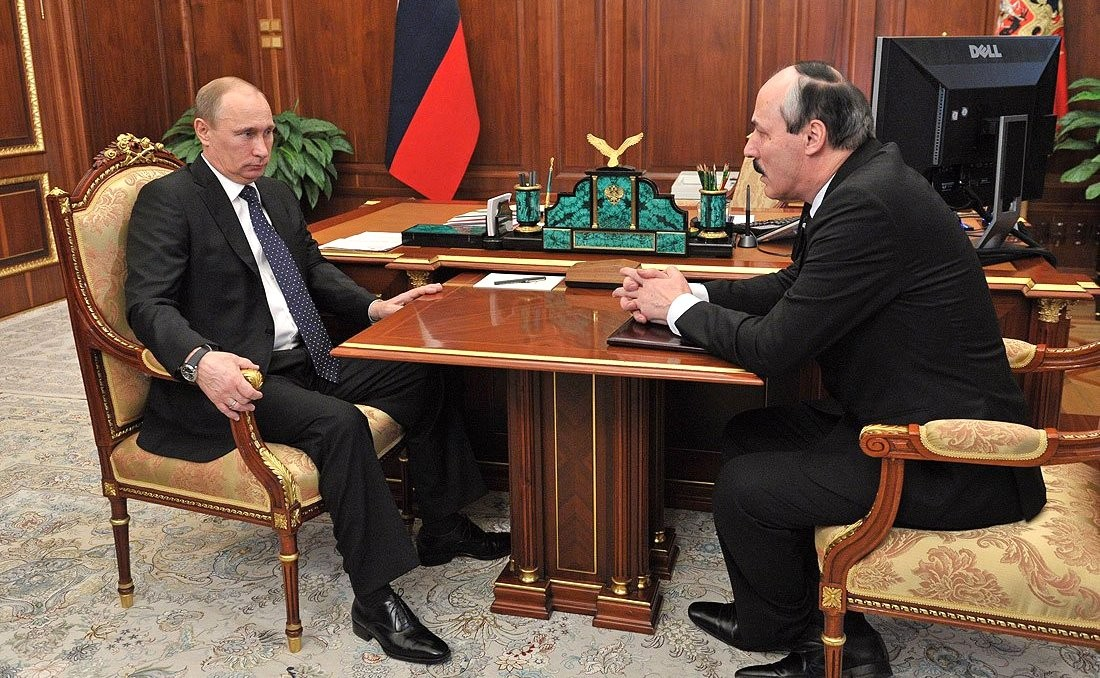
Во время первой встречи с В. Путиным будучи и. о. президента Дагестана, Москва 1 февраля 2013 года

Осенью 1995 года, покинув ПРЕС, подтвердил своё членство в Соцпартии трудящихся (СПТ). В декабре был избран депутатом Государственной думы Федерального собрания России второго созыва по Буйнакскому избирательному округу № 10, входил в депутатскую группу «Российские регионы», являлся членом Комитета по делам Федерации и региональной политике, председателем Комиссии по содействию в освобождении насильно удерживаемых военнослужащих, гражданских лиц и поиску пропавших без вести во время вооружённого конфликта в Чеченской Республике, а также членом Парламентской ассамблеи Совета Европы и членом Межпарламентской Ассамблеи государств — участников СНГ.
1 августа 1997 года сложил полномочия депутата в связи с назначением на должность заместителя Председателя Правительства Российской Федерации по национальным вопросам, вопросам развития Федерации и местного самоуправления. Ушёл в отставку вместе со всем составом кабинета Виктор Черномырдина, но уже 11 сентября 1998 года вернулся в Правительство Российской Федерации, заняв по предложению нового премьера Евгения Примакова должность министра национальной политики Российской Федерации. В сентябре того же года избран председателем Совета Общественной организации «Ассамблея народов России».

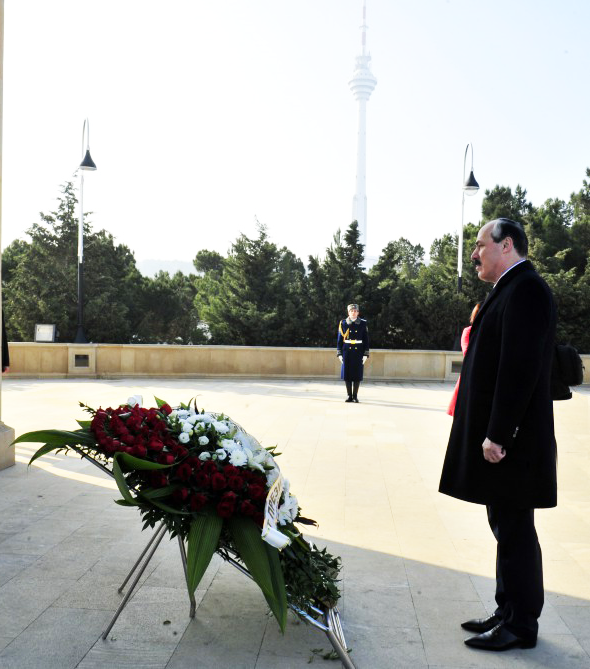
Возложение венка к мемориальному комплексу «Аллея шахидов». Баку 2013 г.

12 мая 1999 года ушёл в отставку вместе с Е. М. Примаковым, но 19 мая назначен министром Российской Федерации (без портфеля), курируя в своей новой должности политику в отношении Северного Кавказа. 9 августа 1999 года Правительство Российской Федерации ушло в отставку.
В 2000 году в качестве специального представителя президента РФ совершил поездки в Саудовскую Аравию и Объединённые Арабские Эмираты.
19 декабря 2000 года губернатором Саратовской области Д. Аяцковым назначен представителем области в Совете Федерации. Входил в состав Комитета по международным делам, Комиссии по информационной политике, Комиссии по методологии реализации конституционных полномочий Совета Федерации, Комиссии по контролю за обеспечением деятельности Совета Федерации. Возглавлял рабочую группу по доработке предложений Совета Федерации по Чечне. По истечении срока полномочий в марте 2005 года сложил с себя обязанности члена Совета Федерации.
С 23 мая 2005 по 6 марта 2009 года — чрезвычайный и полномочный посол России в Республике Таджикистан.
30 октября 2009 года был избран на должность ректора Московского государственного университета культуры и искусств (МГУКИ). До этого несколько месяцев занимал должность и. о. ректора МГУКИ. В 2011 году в интернет попало обращение студентов и выпускников, обвиняющих ректора МГУКИ Р. Г. Абдулатипова в некомпетентности, но конфликт был скоро исчерпан.
В декабре 2011 года стал депутатом Государственной думы России VI созыва от партии «Единая Россия», заместителем председателя думского комитета по федеративному устройству и вопросам местного самоуправления, членом Центрального совета сторонников партии «Единая Россия».
Член Координационного Совета «Союза азербайджанских организаций России» с 28 сентября 2012 года.
8 декабря 2018 года, на основании решения, принятого делегатами XVIII съезда политической партии «Единая Россия», Рамазан Абдулатипов был выведен из состава Высшего совета партии.
С 20 декабря 2018 по 17 июля 2023 года — постоянный представитель Российской Федерации при Организации исламского сотрудничества  в г. Джидда, Королевство Саудовская Аравия.

### Глава Дагестана

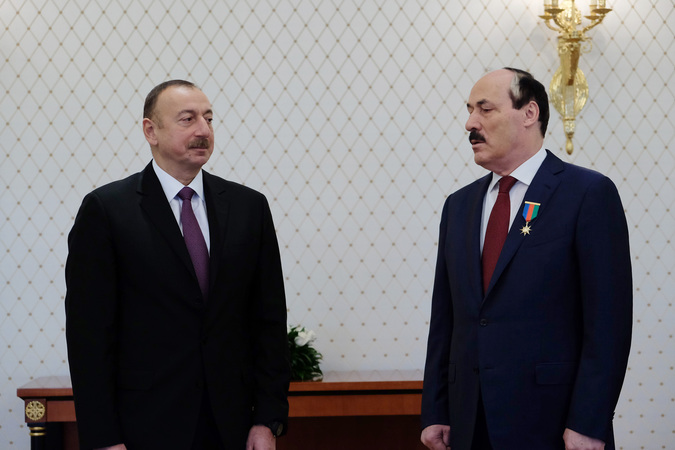
Вручение Алиевым ордена «Достлуг» (Дружба) Абдулатипову. Баку 2016 г.

27 января 2013 года заявил, что накануне был «подписан приказ» о его назначении и. о. главы Дагестана; в тот же день заявление было опровергнуто пресс-секретарём президента России, который отметил, что «среди документов, которые подписывает президент РФ, документа под названием приказ нет». 28 января того же года пресс-служба Кремля опубликовала указ президента России, датированный тем же числом, о его назначении и. о. президента Республики Дагестан.
8 сентября 2013 года избран президентом Республики Дагестан. За его кандидатуру проголосовали 86 из 88 депутатов Народного собрания Республики Дагестан.
Будучи временно исполняющим обязанности главы Дагестана, назвал 10 приоритетных проектов, к реализации которых в ближайшее время приступит правительство республики. Среди них: «Эффективное государственное управление», «Безопасный Дагестан», «Новая индустриализация», «Предприниматель — опора Дагестана», «Диаспора — сила Дагестана», «Привлечение федеральных инвестиций», «Антикоррупция», «Эффективное территориальное развитие», «Просвещённый Дагестан» и «Бренд Нового Дагестана».
В июне 2014 года поручил создать комитет, который представит свои рекомендации для нового гимна Республики Дагестан. В марте 2015 года Министерство культуры Дагестана начало приём заявок на участие в открытом творческом конкурсе по подготовке нового варианта гимна. В июне 2015 года инициативная группа, в числе которых 29 общественных деятеля, подала исковое заявление в Верховный суд Дагестана к Главе и Правительству Дагестана по вопросу законности принятого им распоряжения по смене гимна и проведения конкурса на новый гимн.
С 25 октября 2014 по 7 апреля 2015 и с 26 мая по 22 ноября 2017 — член президиума Государственного совета Российской Федерации.
27 сентября 2017 года заявил о намерении досрочно покинуть пост Главы Республики по собственному желанию из-за возраста. 3 октября 2017 года отставка принята президентом.

### Постпред России в ОИС
С 2019 по 2023 год был постоянным представителем Российской Федерации в Организации исламского сотрудничества.

## Публикации

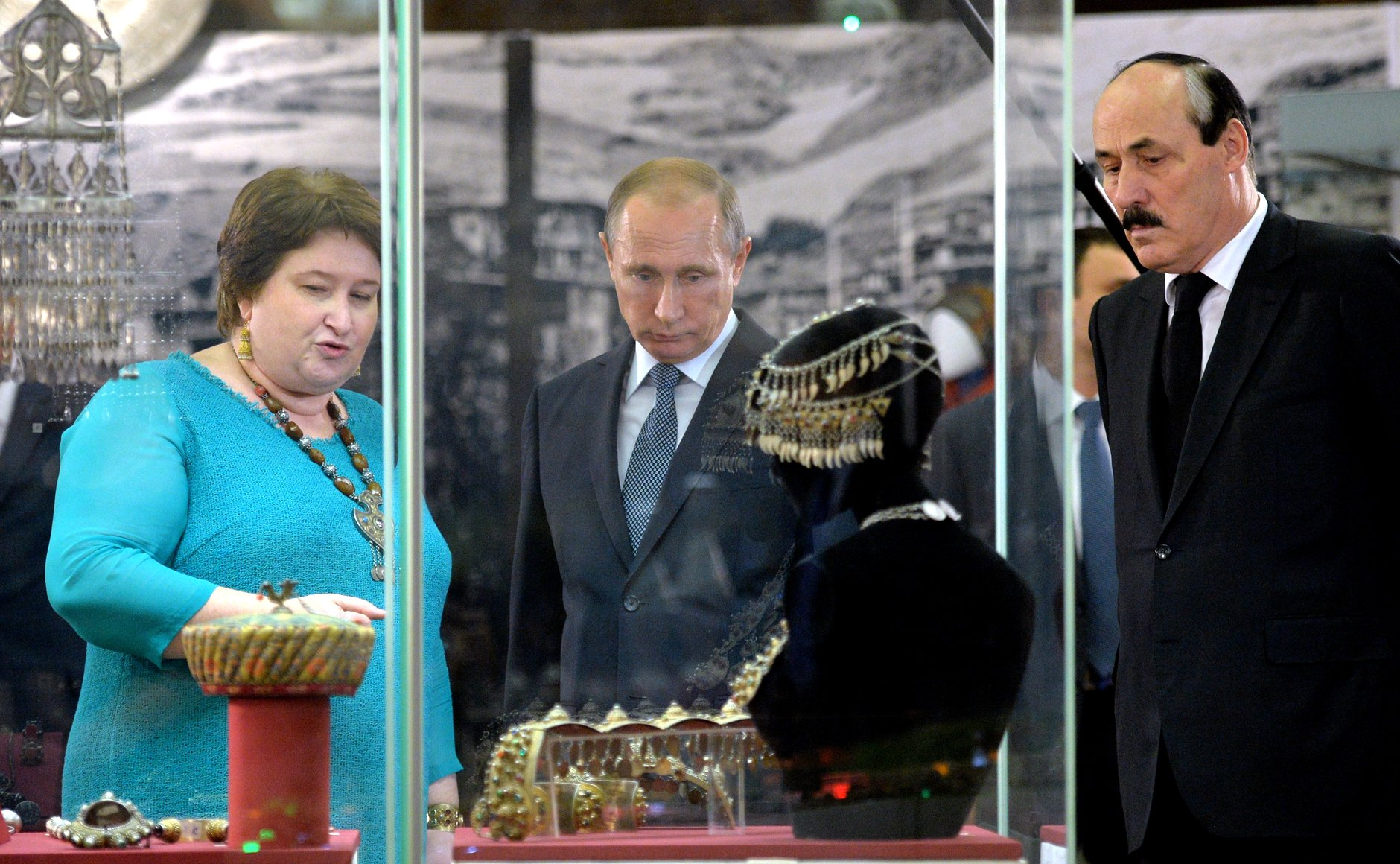
С В. Путиным в Государственном историческом музее. 2015 г.

Автор ряда научных и публицистических статей, опубликованных в журналах «Вопросы философии», «Вопросы истории КПСС», «Диалог», в местных изданиях. Написал ряд монографий и книг, в том числе:
- в соавт. с Бурмистрова Т. Ю. Конституция СССР и национальные отношения на современном этапе. — М. : Мысль, 1978. — 134 с.
- в соавт. с Бурмистрова Т. Ю. Ленинская политика интернационализма в СССР: история и современность. — М. : Мысль, 1982. — 266 с.;
- Интернационализм и духовно-нравственное развитие народов Дагестана. — Махачкала : Даг. кн. изд-во, 1984. — 79 с.;
- Образ жизни. Идеология. Молодёжь. — Мурманск : Кн. изд-во, 1987. — 76,3 с.
- Природа и парадоксы национального «Я». — М. : Мысль, 1991. — 169 с.
- Человек, нация, общество. — М. : Политиздат, 1991. — 224 с.
- Заговор против нации: национальное и националистическое в судьбах народов. СПб.: Лениздат, 1992;
- в соавт. с Болтенкова Л. Ф., Яров Ю. Ф. Федерализм в истории России. Кн. 1-3. М., 1992—1993;
- Власть и совесть: политики и народы в лабиринтах смутного времени. — М. : Славянский диалог, 1994. — 286 с.
- в соавт. с Болтенкова Л. Ф. Опыты федерализма. М.: Республика, 1994;
- О федеративной и национальной политике Российского государства. М., 1995.
- Парадоксы суверенитета. Перспективы человека, нации, государства. — М., 1995. — 224 с.
- Российская нация: Национально-политические проблемы XX века и общенациональная российская идея. — М., 1995. — 247 с.
  - 2-е изд. 2005;
- Россия на пороге XXI века: состояние и перспективы федеративного устройства. М.: Славянский диалог, 1996;
- в соавт. с Михайлов В. А., Чичановский А. А. Национальная политика Российской Федерации: от концепции к реализации. М.: Славянский диалог, 1997;
- Знамение судьбы. М., 1998;
- Российский федерализм: опыт становления и стратегия перспектив. М., 1998 (редактор)
- Власть и совесть. Книга 2. Россия и Дагестан, жизнь моя и надежды. М.: Славянский диалог, 1999;
- Малочисленные народы России: государственно-правовые механизмы защиты и развития. М.: Славянский диалог, 1999;
- Нация и национализм: добро и зло в национальном вопросе. М.: Славянский диалог, 1999;
- Дагестан в час испытаний: уроки агрессии и подвига. М., 2000;
- Национальный вопрос и государственное устройство России. М.: Славянский диалог, 2000, 2001;
- От родовой Башни до ворот Кремля: надписи. М.: Эхо Кавказа, 2001;
- Управление этнополитическими процессами: вопросы теории и практики. М.: Славянский диалог, 2001;
- Судьбы ислама в России: история и перспективы. М.: Мысль, 2002;
- Этнополитология. — СПб. : Питер, 2004.
- Мой татарский народ. М.: Классикс Стиль, 2005;
- Воля к смерти: (философия кризиса глобального человека). М., 2007;
- Манифест этнонациональной политики Российской Федерации. М.: Классик Стиль, 2007;
- Мой башкирский народ. М.: Классикс Стиль, 2007;
- Этнонациональная политика в Российской Федерации. М., 2007;
- Кавказ // история, народы, культура, религии. М.: Восточная литература, 2007 (редактор);
- Опыты поэтической философии. — 2-е изд., переработ. и доп. — М.: 2015. — 304 с.; портр. — 1500 экз. — ISBN 5-7834-0158-7
- Российский Кавказ // проблемы, поиски, решения. М., 2015 (редактор, совм. c А.-Н. З. Дибировым);
- Люди моей судьбы. — М.: Фонд Книжный Союз, 2016. — 328 с. — ISBN 978-5-901001-02-8.
- Родники разума и души // сборник произведений. — М. : Фонд Книжный Союз ; Махачкала : б. и., 2016. — 749 с. — ISBN 978-5-901001-05-9.
- Россия в XXI веке // общенациональный ответ на национальный вопрос. М., 2016.

## Награды
- медаль «За заслуги в развитии транспортного комплекса России»[источник не указан 939 дней];
- орден Дружбы (28 февраля 1997) — за заслуги перед государством, успехи, достигнутые в труде, и большой вклад в укрепление дружбы и сотрудничества между народами[37];
- заслуженный деятель науки Российской Федерации (4 октября 2001) — за заслуги в укреплении законности и правопорядка, активную законотворческую деятельность и многолетнюю добросовестную работу[38];
- премия Правительства Российской Федерации 2010 года в области культуры (17 декабря 2010) — за серию изданий «Народы моей России»[39];
- орден «За заслуги перед Республикой Дагестан» (25 июля 2011)[40];
- орден Почёта (13 декабря 2011) — за большие заслуги в развитии отечественной культуры и искусства, многолетнюю плодотворную деятельность[41];
- орден «Дружба» (Азербайджан, 2 августа 2016) — за особые заслуги в развитии связей дружбы и сотрудничества между Азербайджанской Республикой и Российской Федерацией, а также народами Азербайджана и Дагестана[42];
- орден «За заслуги перед Отечеством» IV степени (8 августа 2016) — за большие заслуги перед государством и многолетнюю плодотворную деятельность[43];
- орден «Славы и Чести» II степени (РПЦ, 2016)[44];
- орден Александра Невского (2017 год)[45];
- почётный знак «За укрепление межнационального мира и согласия» (Дагестан)[46].
- медаль «МПА СНГ. 25 лет» (27 марта 2017, Межпарламентская ассамблея СНГ) — за заслуги в деле развития и укрепления парламентаризма, за вклад в развитие и совершенствование правовых основ функционирования Содружества Независимых Государств, укрепление международных связей и межпарламентского сотрудничества[47].

## Дипломатический ранг
- Чрезвычайный и полномочный посол (18 августа 2006)[48]

## Личная жизнь
В прошлом увлекался волейболом, будучи членом сборной Дагестана по этому виду спорта. Увлекается охотой в горах, игрой на национальных музыкальных инструментах. Любит дагестанские народные песни и русские романсы.
Женат на уроженке Мурманска Инне Васильевне Абдулатиповой (в девичестве Калининой). Доход Абдулатипова вместе с супругой за 2011 год по официальным данным составил 10,8 млн рублей. Супруги владеют тремя земельными участками общей площадью более 7,3 тыс. квадратных метров, тремя жилыми домами и квартирой. Имеет двоих сыновей, Джамала (1984 г. р.) и Абдулатипа, и дочь Заиру от первого брака.
Сын — Джамал (род. 1984), по образованию экономист, кандидат политических наук. С апреля 2013 года — заместитель главы администрации городского округа «город Каспийск». Зять Абдулатипова Магомед Мусаев руководитель Исполнительного комитета Стратегического совета при Президенте РД.
Брат — Раджаб Абдулатипов (род. 1961). С 2006 по 2016 год — начальник управления ФМС по РД. С сентября 2016 года депутат Народного собрания РД VI созыва, председатель Комитета по образованию, науке и культуре. Задержан в сентябре 2018 года правоохранительными органами за участие в преступном сообществе.